# 扎西平措 (1958年)
扎西平措（藏語：བཀྲ་ཤིས་ཕུན་ཚོགས་，威利转写：bkra shis phun tshogs，1958年—），西藏流亡政府政治家。

## 生平
扎西平措1958年出生于西藏聂拉木县。他曾在印度穆索里的中央藏族学校学习；曾获荣誉学士、法学士等学位。他是科尔莱加尔藏族难民营的青年领袖，曾在那里任教6年。在读大学期间，他曾两次担任西藏青年大會昌迪加尔地区主席。后来，他加入了中央西藏青年大会，并于1989年至1992年担任秘书长。
他于1993年进入西藏流亡政府，担任信息和国际关系部非洲和中东办事处负责人。他在第十四世达赖喇嘛首次访问南非并于1996年与纳尔逊·曼德拉总统会晤的组织工作中发挥了重要作用。
1997年至2001年，担任南非西藏办事处代表；2001年至2005年，担任巴黎和布鲁塞尔西藏办事处代表；2005年，担任穆索里“西藏家园基金会”会长；2010年至2012年，担任驻班加罗尔的南印度西藏机构高级代表。
2013年2月8日，他被任命为信息和国际关系部秘书。
2015年2月9日，他与南非副外长诺玛因迪亚·姆费凯托进行了会晤。
自2016年起，他再次成为巴黎和布鲁塞尔西藏办事处的代表。